# Un tonto corazón (álbum)
Un tonto corazón es el noveno álbum solista del cantante y compositor argentino de cuarteto Pelusa. Fue lanzado en 1989 por el sello RCA Victor en disco de vinilo y casete.

## Lista de canciones
Lado A
1. «Tus ojos» (Amanda Miguel, Diego Verdaguer) – 3:45
2. «Me enamoró una muñeca» (Scavuzzo, Bagnatti, Calderón) – 2:48
3. «Boca endiablada» (Campana, Berna, Calderón) – 3:24
4. «Tonto corazón» (Luis Terreno, Ricardo Roffo, Enrique Fernández de Gamboa)  – 3:04
5. «Para eso soy tu hombre» (Campana, Berna, Calderón) – 3:47

Lado B
1. «Bésame, te quiero» (D.R.) – 4:01
2. «A mi lado tú» (Scavuzzo, Bagnatti, Calderón) – 2:33
3. «La calle es su lugar (Ana)» (Pablo Guyot) – 3:40
4. «Para mí eres única» (Campana, Berna, Calderón) – 3:10
5. «Si yo fuera tú» (Amanda Miguel) – 2:45

## Créditos
- Arreglos y dirección: Juan Carlos Pesci
- Dirección artística: Luis "D'Artagnan" Sarmiento
- Asistente de producción: Miguel O. Iacopetti
- Fotografía: Estudio Massa
- Diseño y realización: Massa / Ochambela

- Datos: Q107736461